# 18e régiment d'infanterie coloniale
Le 18e régiment d'infanterie coloniale (18e RIC ou 18e RIMa) est une unité de l'armée française.

## Création et différentes dénominations
- 03/07/1900 : Création du 18e régiment d'infanterie de marine, implanté en Chine
- 01/01/1901 : Renommé 18e régiment d'infanterie coloniale
- ../../1902 : Dissolution.

## Drapeau du régiment
Il porte les inscriptions :

## Historique

### Jusqu'à laPremière Guerre mondiale

#### Révolte des Boxers(1900)
Avec le 16e RIC (Colonel de Pélacot), le 17e RIC (Colonel Lalubin) et 3 batteries d'artillerie coloniale de 80, le 18e fait partie de la 1re brigade du général Frey.